# Campephaga quiscalina
El oruguero purpúreo (Campephaga quiscalina) es una especie de ave paseriforme en la familia Campephagidae.

## Distribución y hábitat
Se lo encuentra en  Angola, Benín, Camerún, República Centroafricana, República del Congo, República Democrática del Congo, Costa de Marfil, Guinea Ecuatorial, Gabón, Ghana, Guinea, Kenia, Liberia, Malí, Nigeria, Sierra Leona, Sudán del Sur, Tanzania, Togo, Uganda, y Zambia.
Sus hábitats naturales son los bosques secos subtropicales o tropicales, bosques bajos húmedos subtropicales o tropicales, y los bosques montanos húmedos subtropicales o tropicales.